# ویکتوریا لیستونووا
ویکتوریا لیستونووا (روسی: Виктория Викторовна Листунова؛ زادهٔ ۱۲ مهٔ ۲۰۰۵) ژیمناست اهل روسیه است.